# 薩瓦河畔扎戈列
薩瓦河畔扎戈列是斯洛文尼亞中部薩瓦河畔扎戈列市鎮的城鎮及行政中心，距離首都盧布爾雅那52公里。城镇面積为2.8平方公里，海拔高度224米，2002年人口数量为6,893人。

## 外部連結
- 薩瓦河畔扎戈列市鎮官方网站 （斯洛文尼亚文）

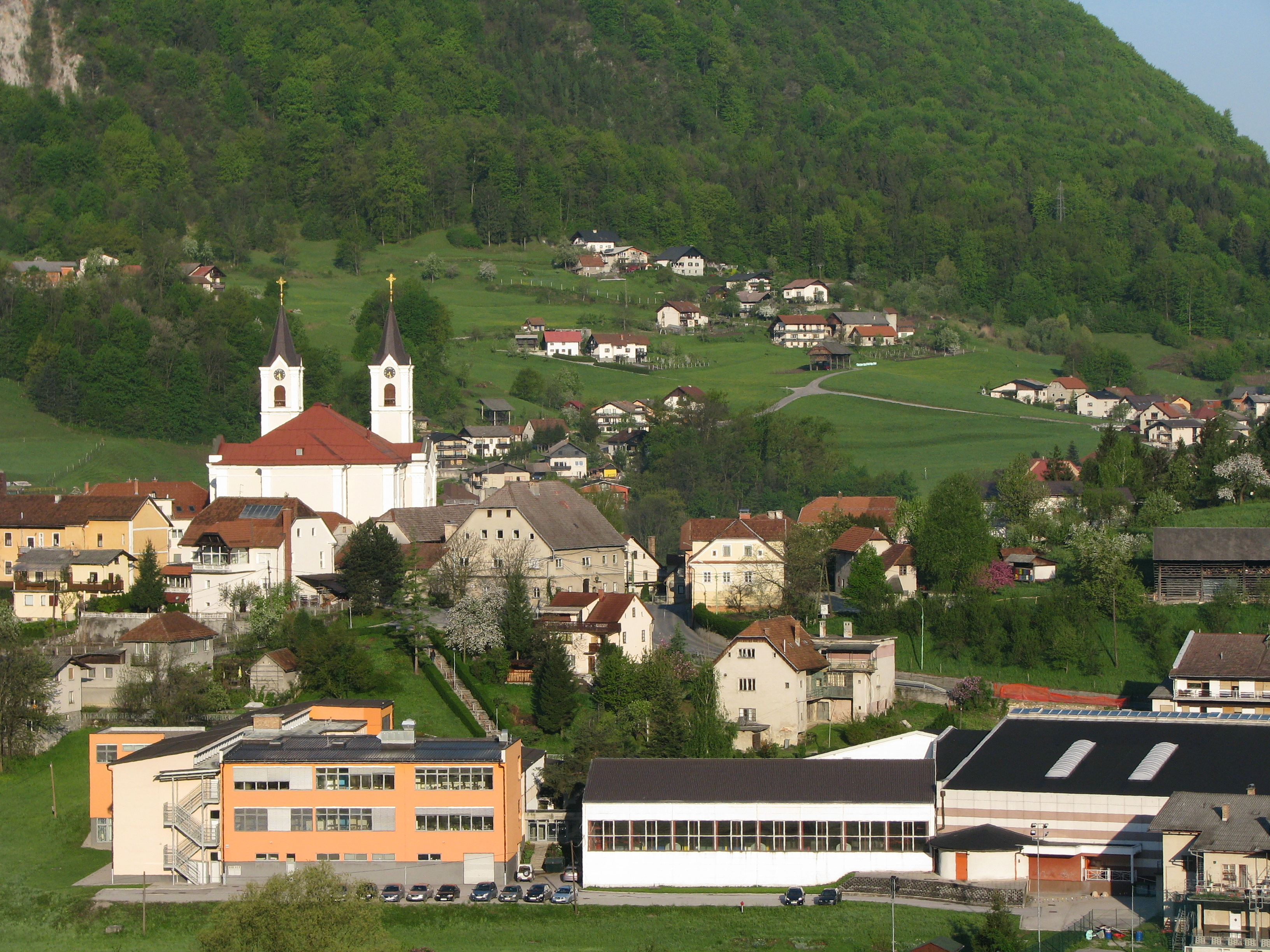
薩瓦河畔扎戈列

- Zagorje ob Savi on Geopedia （页面存档备份，存于）